# Search and Rescue Radar Transponder

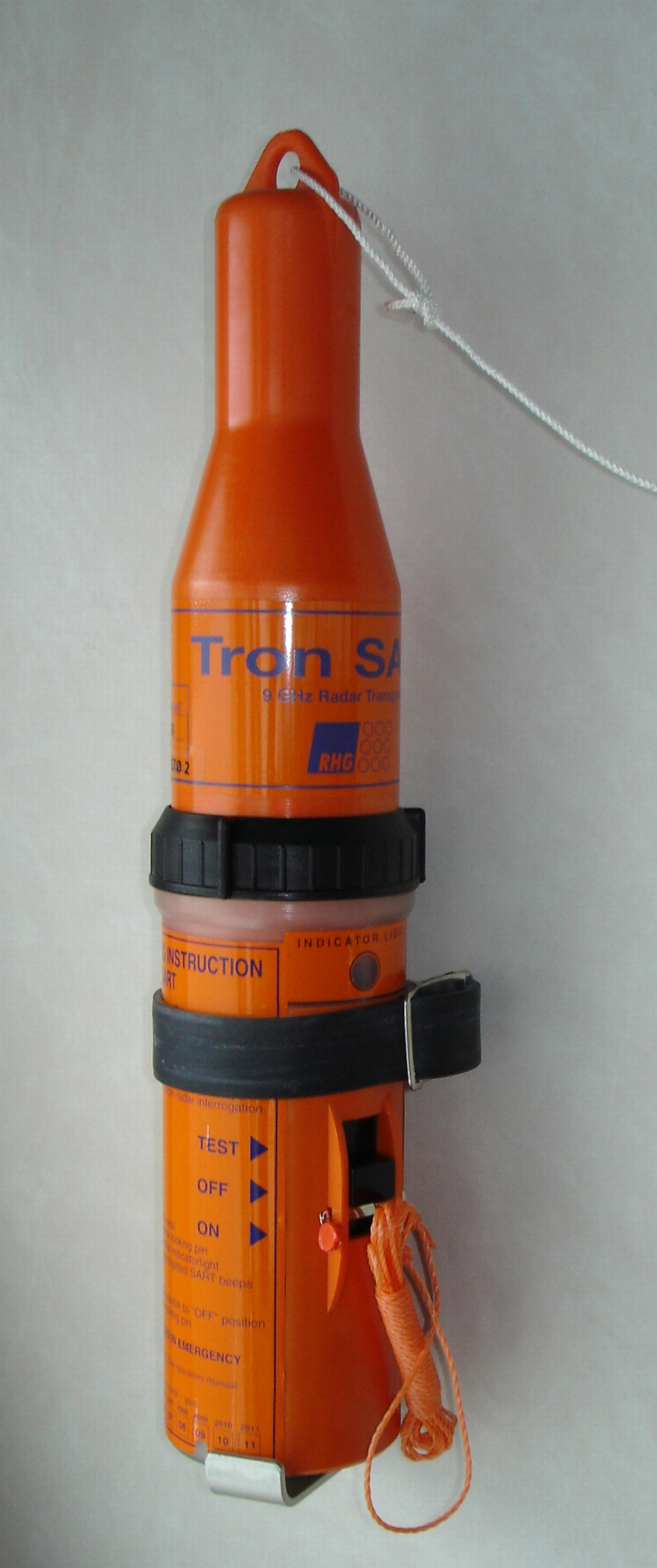
Ein 9-GHz-SART an Bord einer Fähre.

Search and Rescue Radar Transponder, kurz Radar-SART oder SART, ist ein Gerät, das beim Auftreffen eines Radarstrahls ein Radarsignal zurückschickt und so auf dem Radarschirm ein starkes und markantes „Echo“ erzeugt. Solche Transponder werden auf Schiffen und Flugzeugen eingesetzt, damit diese bei Seenotfällen oder Flugunfällen von den Rettungskräften schneller gefunden werden können. Der SART reagiert nur auf Signale die im 9 GHz X-Band gesendet werden. Ein SART gehört zu den funktechnischen Rettungsmitteln im GMDSS.
Die Akronym SART wird ebenfalls im Zusammenhang mit AIS-SARTs benutzt. In diesen Geräten kommt kein Radar zum Einsatz, sondern Satellitenpositionsbestimmung und Datenausstrahlung über AIS. Allerdings existieren Geräte die beides miteinander verbinden.

## Funktionsweise
Ein in Bereitschaft versetztes Gerät veranlasst bei Eintreffen eines Radar-Signals die Aussendung einer eigenen Antwort. Dabei wird ein Sägezahnsignal ausgestrahlt, das zuerst aufsteigend (innerhalb von 0,4 Mikrosekunden) und dann absteigend (innerhalb von 7,5 Mikrosekunden) das gesamte Radar-Frequenzband (9200–9500 MHz) durchläuft. Dieser Vorgang wird insgesamt zwölf Mal wiederholt und endet mit einer Pause von 10 Mikrosekunden. Danach wartet der SART wieder auf ein eintreffendes Signal.
Irgendwann in jedem Durchlauf stimmt die momentane Sendefrequenz des SART mit der Empfangsfrequenz des abfragenden Radars überein. Wenn sich der SART in Empfangsreichweite befindet, erzeugt sein Signal eine Antwort auf der Radaranzeige. Da die Signalstärke der längeren Impulse höher ist, werden diese zuerst und deutlicher wahrgenommen. Mit abnehmender Entfernung werden ebenfalls die kürzeren Signale vom Radar empfangen.
Während der SART sein Signal kreisförmig ausstrahlt, hat die Radar-Antenne zur Richtungsortung einen horizontal sehr gebündelten Hauptempfangsbereich (je nach Antennengröße unter 1°), dennoch werden ausreichend starke Signale auch über die Nebenkeulen wahrgenommen und als Fehlecho dargestellt. Aus den zuerst punktförmigen Zielen entwickeln sich bei Annäherung zunehmend nebeneinanderliegende Fehlechos, die in einen größer werdenden Kreisbogen verschmelzen.

## Darstellung auf der Radaranzeige

Radarsignatur eines SART mit der Position des Transponders

Bei suchenden Schiffen sollte das Radargerät auf eine Reichweite von 6 bis 12 Seemeilen eingestellt sein. Wenn ein SART noch über 5 Seemeilen von der eigenen Radarantenne entfernt ist, sieht man auf dem Bildschirm 6 bis 12 Punkte oder Striche, die in die eigene Richtung zeigen und einen Abstand von jeweils 0,64 nautischen Meilen (1,2 km) symbolisieren. Bei einer Entfernung von einer bis fünf Seemeilen werden die Punkte zu einem Kegel mit Spitze zur eigenen Anlage. Bei einer Entfernung von unter einer Seemeile ist das SART-Echo in Gestalt von Halb- oder Vollkreisen um die eigene Anlage zu erkennen.

## Einsatz
In den Überlebenspaketen von Freifallbooten und Rettungsinseln von Schiffen, die mit SART ausgerüstet sind, befinden sich Verlängerungsstangen, die auf dem Dach des Überlebensfahrzeugs angeschraubt werden können. Der SART wird dann auf die Verlängerungsstange geschraubt, um einen größeren Empfangsradius zu erhalten.

## Weitere Transponder
RACON verwendet eine ähnliche Technik, die ähnlich zur Punktlinie beim SART, ein optisches Morsesignal hinter das „echte“ Radarziel platziert. Dies wird auf Seezeichen eingesetzt, damit diese als unverwechselbare Objekte im Radarbild erscheinen.
Die einfacheren Radar Target Enhancer (RTE) reagieren ebenfalls auf empfangene Radarsignale, indem sie dieses verstärken und wieder aussenden. Dadurch erzeugen sie ein einfaches, hoch verstärktes Radarecho.